# Tapsony
Tapsony là một thị trấn thuộc hạt Somogy, Hungary. Thị trấn này có diện tích 31,61 km², dân số năm 2010 là 698 người, mật độ 22 người/km².